# 叶卡捷琳娜·沃罗宁娜
叶卡捷琳娜·亚历山德罗芙娜·沃罗宁娜（俄语：Екатерина Александровна Воронина，1992年2月16日—），乌兹别克斯坦女子田径运动员，2013年亚洲田径锦标赛女子七项全能银牌得主、2014年亚洲运动会女子七项全能金牌得主、2022年亚洲运动会女子七项全能银牌得主。